# Gerrit Cole
Gerrit Alan Cole (ur. 8 września 1990) – amerykański baseballista występujący na pozycji miotacza w New York Yankees.

## Przebieg kariery

### College
Cole studiował na University of California w Los Angeles, gdzie w latach 2009–2011 grał w drużynie uniwersyteckiej UCLA Bruins. W 2010 był w składzie reprezentacji USA na turnieju World University Baseball Championship, na którym zdobył srebrny medal.

### Pittsburgh Pirates
W 2011 został wybrany w pierwszej rundzie z numerem pierwszym przez Pittsburgh Pirates i został pierwszym baseballistą z uczelni UCLA, wybranym z numerem jeden draftu MLB. W 2012 i 2013 grał w zespołach farmerskich Pirates, między innymi w Indianapolis Indians, reprezentującym poziom Triple-A.
8 czerwca 2013 z powodu kontuzji dwóch starterów zespołu z Pittsburgha, Wandy'ego Rodrigueza i Jamesa McDonalda, został przesunięty do 40-osobowego składu Pirates i trzy dni później zaliczył debiut w Major League Baseball w meczu przeciwko San Francisco Giants na PNC Park, w którym zanotował zwycięstwo i zaliczył w swoim pierwszym podejściu do odbicia two-run single. 7 września 2014 w spotkaniu z Chicago Cubs zdobył pierwszego home runa w MLB.
W lipcu 2015 został po raz pierwszy w karierze powołany do NL All-Star Team. 27 lipca 2016 w wygranym przez Pirates 10–1 meczu ze Seattle Mariners, rozegrał swój pierwszy w MLB pełny mecz.

### Houston Astros
W styczniu 2018 w ramach wymiany zawodników przeszedł do Houston Astros. 4 maja 2018 w meczu przeciwko Arizona Diamondbacks zaliczył pierwszy w swojej karierze complete game shutout. W całym spotkaniu zanotował 16 strikeoutów.

### New York Yankees
18 grudnia 2019 podpisał dziewięcioletni kontrakt z New York Yankees.

## Nagrody i wyróżnienia
| Nagroda/wyróżnienie | Lata             | Źródło |
| 3× All-Star         | 2015, 2018, 2019 | [ 6 ]  |